# IJsbergsla
IJsbergsla of ijssla is een sla die begin 20e eeuw in Californië geïntroduceerd werd onder de naam "Iceberg". Deze naam kreeg de soort vanwege het transporteren van de sla per trein van de west- naar de oostkust waarbij voor de houdbaarheid een berg ijs op de sla werd gedaan. De bladeren zijn lichtgroen van kleur en veelal iets doorzichtig. De bladeren vormen een gesloten krop, de randen kunnen krullend uiteen staan maar kunnen ook strak om de krop 'gevouwen' zijn.

## Zaaien en planten

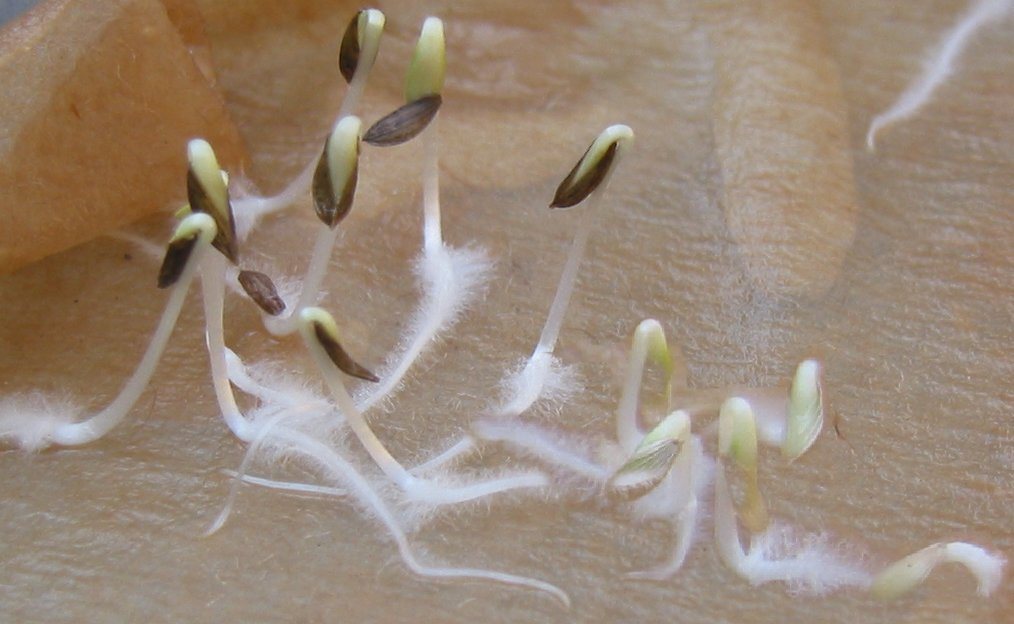
Kiemplantjes; ijssla (donkere zaden), kropsla (lichte zaden)

### Beroepsteelt
Sinds 1976 is de beroepsteelt van ijsbergsla in Nederland op gang gekomen. Eerst werd de ijsbergsla gezaaid in de vollegrond. Vanaf begin jaren 80 wordt de ijsbergsla opgekweekt in de kas. De ijsbergsla wordt machinaal gezaaid in 4 cm perspotten en later uitgeplant bij een plantafstand van 35 × 35 cm, behalve in de herfstteelt waarbij 40 × 35 cm geplant wordt.

#### Teelt in de vollegrond
| maand   | jan 1-15 | jan 16-31 | feb 1-15 | feb 16-28 | mrt 1-15 | mrt 16-31 | apr 1-15 | apr 16-30 | mei 1-15 | mei 16-31 | jun 1-15 | jun 16-30 | jul 1-15 | jul 16-31 | aug 1-15 | aug 16-31 | sep 1-15 | sep 16-30 | okt 1-15 | okt 16-31 | nov 1-15 | nov 16-30 | dec 1-15 | dec 16-31 |
| ------- | -------- | --------- | -------- | --------- | -------- | --------- | -------- | --------- | -------- | --------- | -------- | --------- | -------- | --------- | -------- | --------- | -------- | --------- | -------- | --------- | -------- | --------- | -------- | --------- |
| zaaien  |          |           |          |           |          |           |          |           |          |           |          |           |          |           |          |           |          |           |          |           |          |           |          |           |
| planten |          |           |          |           |          |           |          |           |          |           |          |           |          |           |          |           |          |           |          |           |          |           |          |           |
| oogsten |          |           |          |           |          |           |          |           |          |           |          |           |          |           |          |           |          |           |          |           |          |           |          |           |

#### Teelt onder glas
| maand   | jan 1-15 | jan 16-31 | feb 1-15 | feb 16-28 | mrt 1-15 | mrt 16-31 | apr 1-15 | apr 16-30 | mei 1-15 | mei 16-31 | jun 1-15 | jun 16-30 | jul 1-15 | jul 16-31 | aug 1-15 | aug 16-31 | sep 1-15 | sep 16-30 | okt 1-15 | okt 16-31 | nov 1-15 | nov 16-30 | dec 1-15 | dec 16-31 |
| ------- | -------- | --------- | -------- | --------- | -------- | --------- | -------- | --------- | -------- | --------- | -------- | --------- | -------- | --------- | -------- | --------- | -------- | --------- | -------- | --------- | -------- | --------- | -------- | --------- |
| zaaien  |          |           |          |           |          |           |          |           |          |           |          |           |          |           |          |           |          |           |          |           |          |           |          |           |
| planten |          |           |          |           |          |           |          |           |          |           |          |           |          |           |          |           |          |           |          |           |          |           |          |           |
| oogsten |          |           |          |           |          |           |          |           |          |           |          |           |          |           |          |           |          |           |          |           |          |           |          |           |

### Particulier
Omdat het verstandig is een grote plantafstand (circa 35 × 35 cm) aan te houden (zie ziekten en beschadigingen) kunnen ijsbergzaden het beste niet ter plaatse gezaaid worden. Om een hoog kiempercentage te halen is het gebruik van een zaaibak of kiemkast aan te raden. Hierbij kan het beste zaaigrond gebruikt worden in plaats van tuingrond, aangezien slakiemen de neiging hebben om te vallen in dergelijke grond. Bij het verschijnen van de eerste blaadjes kan het plantje in een pot geplaatst worden. Drie weken na het verspenen kan deze in de volle grond uitgeplant worden. IJsbergsla kan in een zaaibak of kiemkast gezaaid worden in januari en februari. Verspenen kan vanaf maart. Zaaien en planten in de volle grond kan in maart en begin april enkel onder glas (kas). Vanaf half april tot en met half juli kan er in de buitenlucht gezaaid worden. Oogsten kan gemiddeld 2 maanden na het planten. Naarmate er later in het jaar geplant wordt zal de tijd tot de oogst echter toenemen. Tevens is het verstandig om vanaf de zomer een grotere plantafstand aan te houden (40-45 × 35 cm).

## Ziekten en beschadigingen

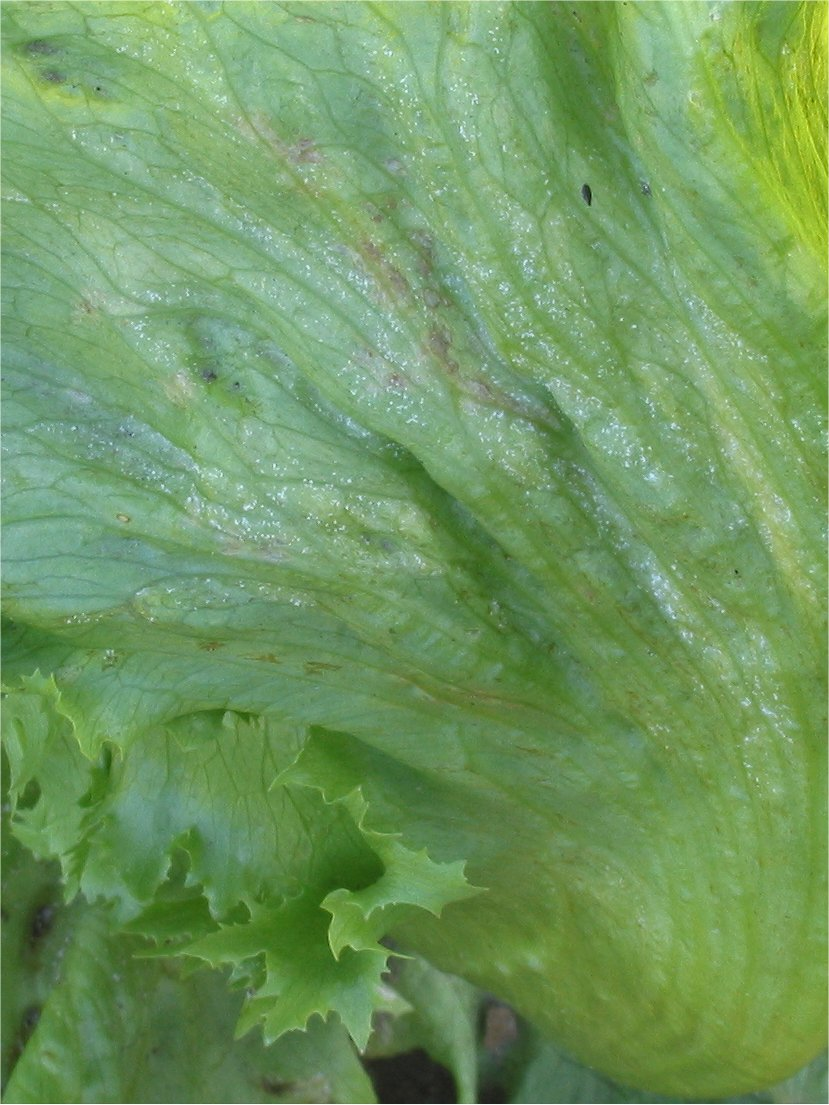
Aantasting door het wit

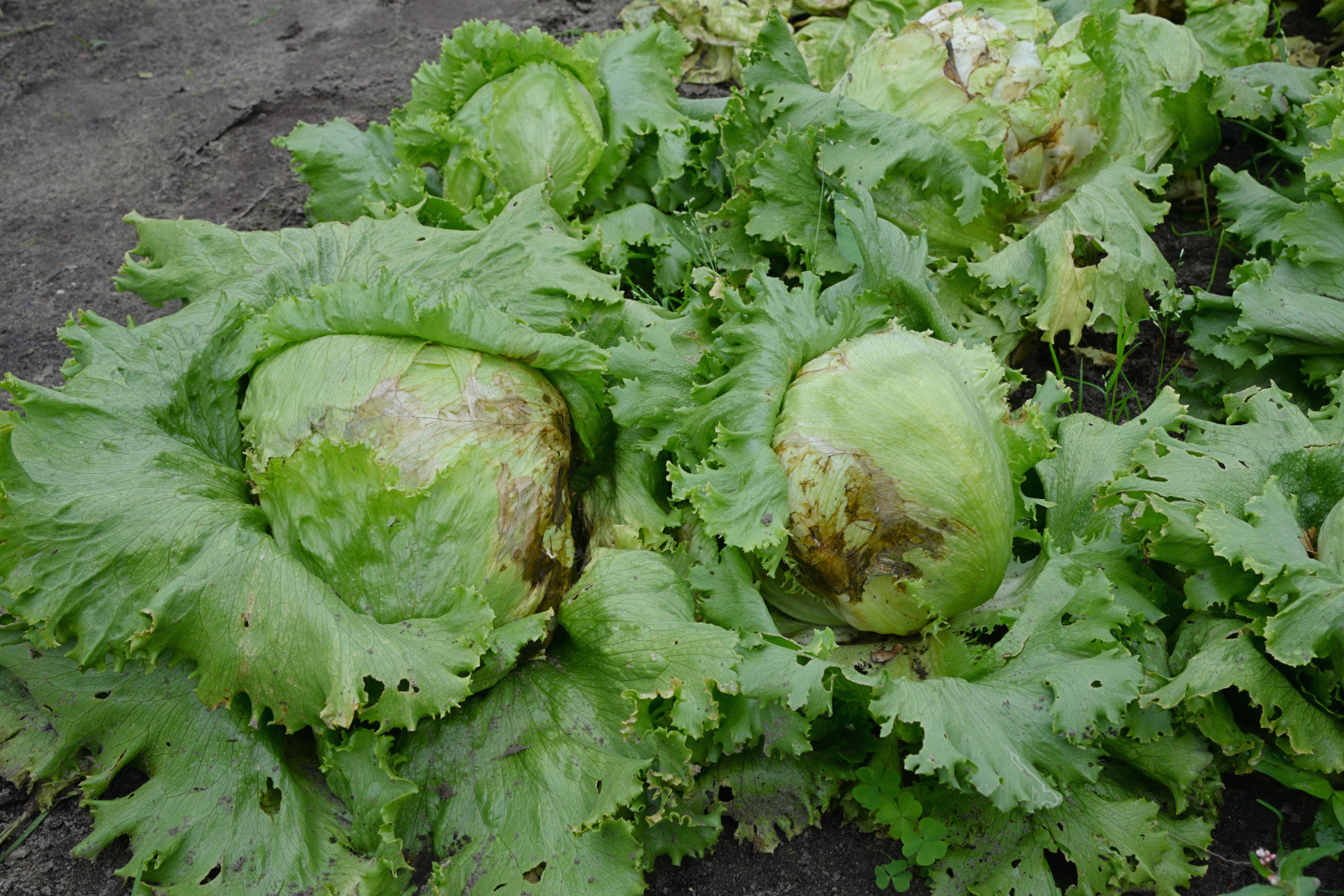
Bolrot

Een van de grootste problemen bij ijsbergsla, vooral in de zomer en de herfst, is rand dat in een later stadium kan overgaan in bolrot. Echter ook wit (Bremia lactucae) geeft door de vele fysio's veel problemen als er geen meeldauwresistent ras wordt gebruikt. Tevens bestaat het risico op smet door schimmelvorming onderaan de krop. Smet kan ontstaan door een aantasting van grauwe schimmel, rhizoctonia (Thanatephorus cucumeris), sclerotinia (Sclerotinia sclerotiorum en S. minor) en Pythium-soorten. Daarom moet een voldoende grote plantafstand aangehouden worden zodat de bladeren snel op kunnen drogen.

Daarnaast kunnen diverse soorten bladluizen de sla aantasten, die als men op tijd begint goed chemisch te bestrijden zijn.

## Aankoop en consumptie
IJsbergsla is mede door import het gehele jaar goed verkrijgbaar. Na aankoop kan sla in de koelkast bij een temperatuur tussen de 4 en 7 °C gedurende circa een week bewaard worden. Het is echter niet verstandig de sla in gesloten verpakking te bewaren.
Sla is een nitraatrijke (NO3) groente.
Voedingswaarde per 100 gram
| Energetische waarde | 8 kcal   |
| Vitamine C          | 3 mg     |
| IJzer               | 1 mg     |
| Vezel               | 2,8 gram |

## Zie ook

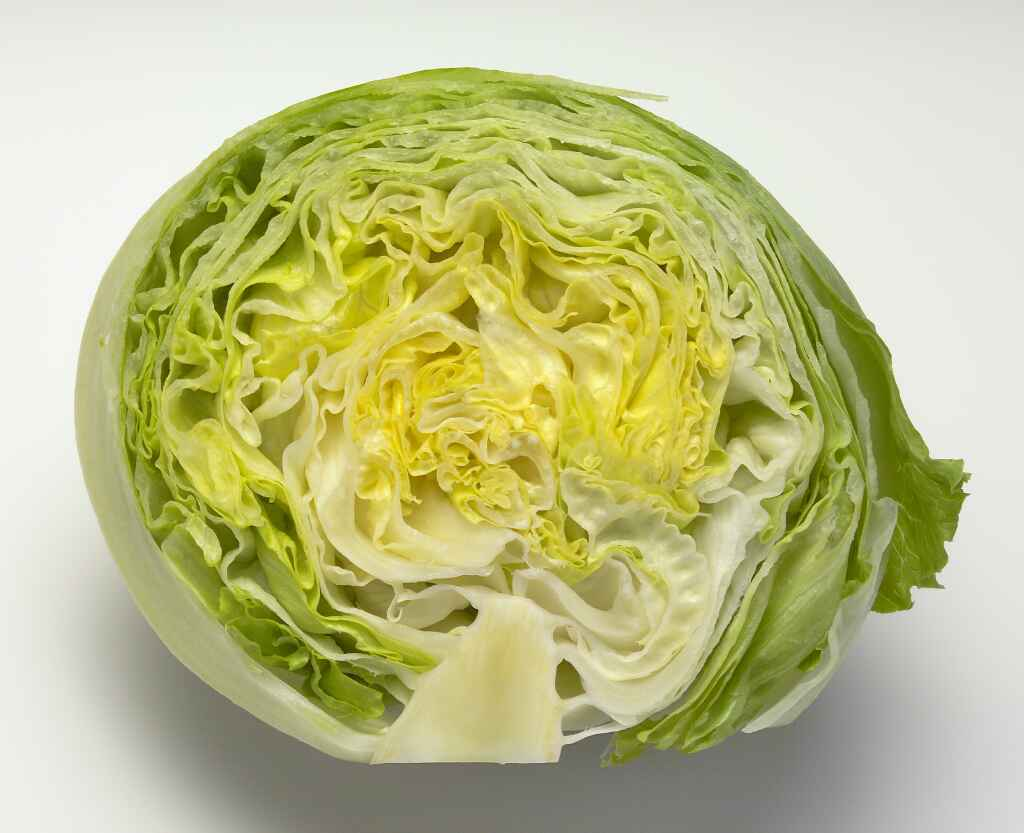
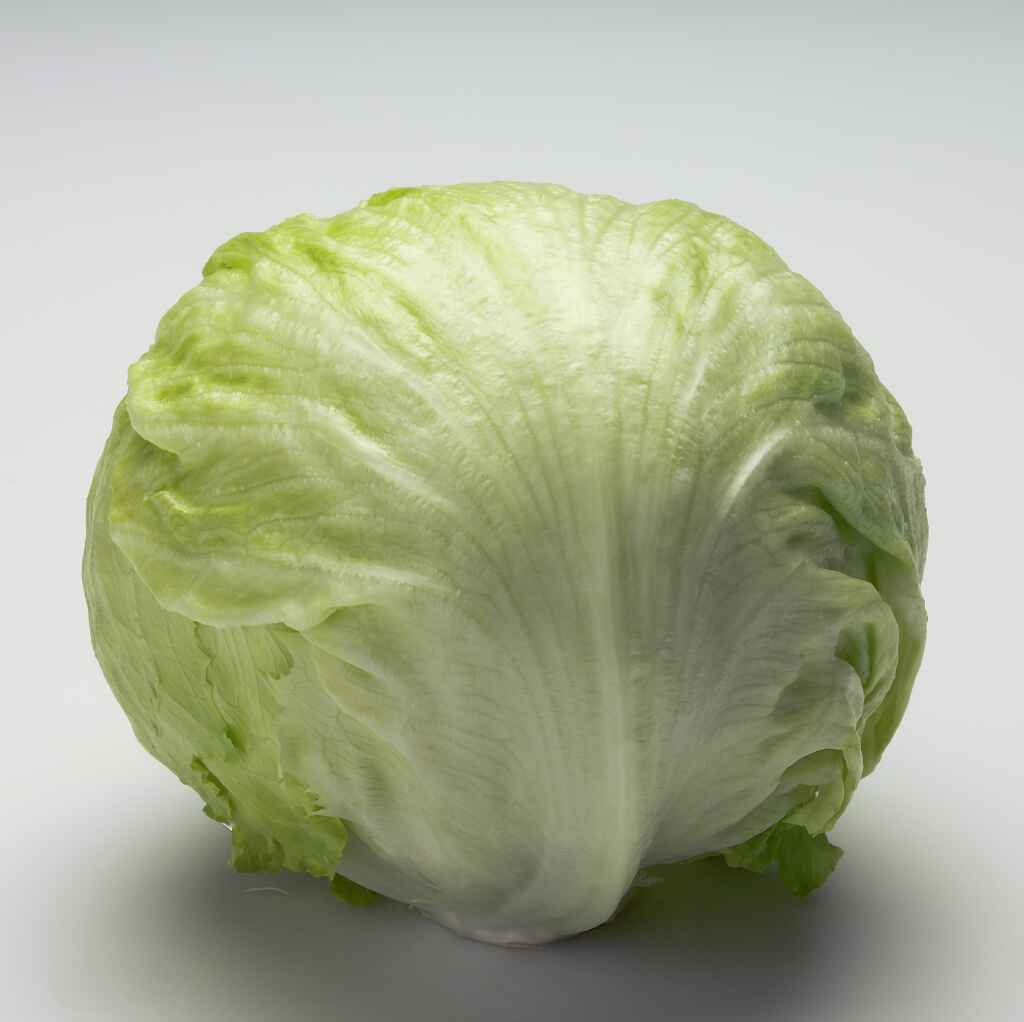
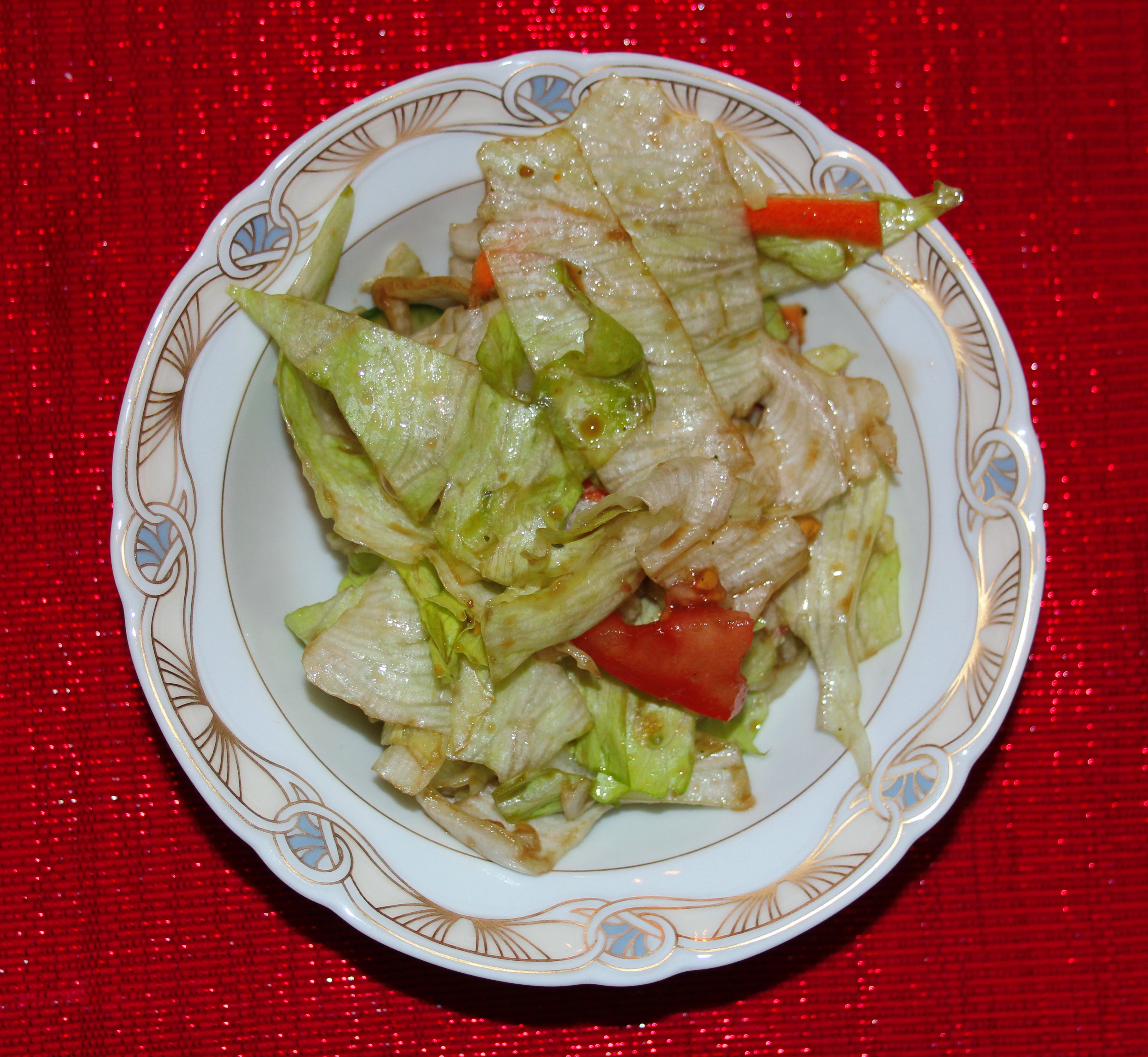